# Kwame Ayew
Kwame Ayew (ur. 28 grudnia 1973 w Tamale) – ghański piłkarz, w czasie kariery występował na pozycji napastnika. Jest byłym reprezentantem Ghany.

## Kariera klubowa
W trakcie swojej kariery reprezentował barwy takich klubów jak FC Metz, Al-Ahli Dżudda, US Lecce, União Leiria, Vitória Setúbal, Boavista FC, Sporting CP, Yimpaş Yozgatspor, Kocaelispor, Changsha Ginde i Inter Shanghai.

## Kariera reprezentacyjna
W 1992 roku Ayew wraz z reprezentacją Ghany zdobył brązowy medal na letnich igrzyskach olimpijskich w Barcelonie.

## Życie prywatne
Kwame jest bratem Abédi Pelégo i Soli Ayew, a także wujkiem André Ayew, Rahima Ayew, Imaniego Ayew i Jordana Ayew.